# Kim Hae-sook
Kim Hae-sook (Busan; 30 de diciembre de 1955) es una veterana actriz de Corea del Sur.

## Filmografía

### Series de televisión
| Año     | Título                                                     | Rol                        | Red       | Ref.          |
| ------- | ---------------------------------------------------------- | -------------------------- | --------- | ------------- |
| 1974    | Chief Inspector                                            |                            | MBC       |               |
| 1974    | 제3교실                                                    |                            | MBC       |               |
| 1979    | 산이 되고 강이 되고                                        |                            | MBC       |               |
| 1979    | Last Witness                                               | Son Ji-hye                 | MBC       |               |
| 1980    | One Hundred Years' Guests                                  | Jung-ah                    | MBC       |               |
| 1980    | Kanyangrok                                                 | Ah-ji                      | MBC       |               |
| 1981    | Sae-ah                                                     |                            | MBC       |               |
| 1982    | Annals of Denial - Kim Kap-soon                            |                            | MBC       |               |
| 1982    | Mi-ryeon                                                   | Kim So-hyo                 | MBC       |               |
| 1982    | Mother                                                     |                            | MBC       |               |
| 1982    | Nari House                                                 |                            | MBC       |               |
| 1983    | Portrait of You                                            |                            | MBC       |               |
| 1983    | 500 Years of Joseon: The King of Chudong Palace            | Reina Jeongan              | MBC       |               |
| 1984    | Nongmu (Farm Dance)                                        |                            | MBC       |               |
| 1984    | 500 Years of Joseon: The Ume Tree in the Midst of the Snow | Jeong Gwi-in               | MBC       |               |
| 1984    | MBC Bestseller Theater "귀 좀 빌립시다"                    | Yoon-ae                    | MBC       |               |
| 1986    | Oppa, My Oppa                                              |                            | MBC       |               |
| 1986    | Ggurugi                                                    |                            | MBC       |               |
| 1986    | Morning Dew on Every Blade of Grass                        |                            | MBC       |               |
| 1988    | 500 Years of Joseon: Queen Inhyeon                         | Reina Myeongseong          | MBC       |               |
| 1988    | MBC Bestseller Theater "Widow"                             |                            | MBC       |               |
| 1988    | Forget Tomorrow                                            | Ji-sook                    | MBC       |               |
| 1990    | 각시방에 사랑 열렸네                                       | madre de Lee Sang-hoon     | MBC       |               |
| 1990    | 500 Years of Joseon: Daewongun                             | Na-hab Yang                | MBC       |               |
| 1990    | The Dancing Gayageum                                       |                            | MBC       |               |
| 1991    | Another's Happiness                                        | Soon-mi                    | MBC       |               |
| 1991    | Yushimcho                                                  |                            | SBS       |               |
| 1992    | Rainbow in Mapo                                            |                            |           |               |
| 1993    | To Live                                                    | Soo-jung                   | SBS       |               |
| 1993    | The Third Republic                                         | Park Jae-hee               | MBC       |               |
| 1993    | Love and Farewell                                          |                            | KBS2      |               |
| 1993    | Our Paradise                                               | madre de Dong-gun          | MBC       |               |
| 1994    | Parting                                                    | Na Jeong-im                | SBS       |               |
| 1994    | The Moon of Seoul                                          | madre de Sang-guk          | MBC       |               |
| 1995    | Sukhee                                                     | Oh In-shil                 | MBC       |               |
| 1995    | West Palace                                                |                            | KBS2      |               |
| 1995    | Same Period                                                | madre de Yong-ja           | MBC       |               |
| 1995    | Confession                                                 | Chae-young                 | SBS       |               |
| 1995    | LA Arirang                                                 |                            | SBS       |               |
| 1996    | Full Heart                                                 |                            | SBS       |               |
| 1996    | Under Seoul's Sky                                          |                            | MBC       |               |
| 1996    | White Dandelion                                            |                            | KBS1      |               |
| 1997    | Brothers                                                   |                            | KBS1      |               |
| 1997    | Because I Really                                           | Yang Dong-hee              | KBS1      |               |
| 1997    | Because I Love You                                         | madre de Hyeon-yi          | SBS       |               |
| 1998    | Purity                                                     |                            | KBS2      |               |
| 1998    | For Love                                                   | madre de Young-joon        | MBC       |               |
| 1998    | My Love by My Side                                         | Kim Young-joo              | KBS1      |               |
| 1998    | The Age of the 3 Kim's                                     | Kim Ok-sook                | SBS       |               |
| 1999    | Encounter                                                  |                            | KBS2      |               |
| 1999    | Did We Really Love?                                        | madre de Jae-ho            | MBC       |               |
| 1999    | You                                                        | Dong-seo                   | KBS1      |               |
| 1999    | Queen                                                      | madre de Jang-mi           | SBS       |               |
| 1999    | You Don't Know My Mind                                     |                            |           |               |
| 1999    | Hur Jun                                                    | mujer de Ham Ahn           | MBC       |               |
| 2000    | Fireworks                                                  | tía de Min-kyung           | SBS       |               |
| 2000    | Autumn in My Heart                                         | Kim Soon-im                | KBS2      |               |
| 2000    | The More I Love                                            | Maeng Soon-ja              | MBC       |               |
| 2000    | Some Like It Hot                                           |                            |           |               |
| 2001    | Ladies of the Palace                                       | Madam Park                 | SBS       |               |
| 2001    | Law of Marriage                                            | Oh Mi-ja                   | MBC       |               |
| 2001    | Her House                                                  | Young-soon                 | MBC       |               |
| 2001    | This is Love                                               | Jang Oh-bok                | KBS1      |               |
| 2002    | Winter Sonata                                              | Lee Young-hee              | KBS2      |               |
| 2002    | Romance                                                    | Lee Young-sook             | MBC       |               |
| 2002    | Golden Wagon                                               | Kim Jin-bun                | MBC       |               |
| 2002    | To Be with You                                             | Kang Young-sook            | KBS1      |               |
| 2002    | Confession                                                 |                            |           |               |
| 2003    | Like a Flowing River                                       | madre de Sang-hee          | SBS       |               |
| 2003    | Country Princess                                           | Kim Kil-nyeo               | MBC       |               |
| 2003    | Summer Scent                                               | Madre de Min-woo           | KBS2      |               |
| 2003    | Wedding Gift                                               | Park Jin-sook              | KBS2      |               |
| 2003    | Pearl Necklace                                             | Jung In-sook               | KBS2      |               |
| 2004    | Sweet 18                                                   | Madre de Jung-sook         | KBS2      |               |
| 2004    | Little Women                                               | Yoon-ja                    | SBS       |               |
| 2004    | Passion                                                    | Ms. Jung                   | MBC       |               |
| 2004    | Oh! Pil-seung Bong Soon-young                              | Park Ok-ja                 | KBS2      |               |
| 2004    | Letters to Parents                                         | Kim Ok-hwa                 | KBS2      |               |
| 2005    | My Rosy Life                                               | Madre biológica de Soon-yi | KBS2      |               |
| 2005    | The Bizarre Bunch                                          | Kang Min-sook              | KBS1      |               |
| 2006    | End of Love                                                | Jang Yong-shil             | MBC       |               |
| 2006    | Spring Waltz                                               | Cho Yang-soon              | KBS2      |               |
| 2006    | Infamous Chil Princesses                                   | Kyung Myung-ja             | KBS2      |               |
| 2006    | Stranger than Paradise                                     | Kim Bok-ja                 | SBS       |               |
| 2006    | My Love Dal-ja                                             | Oh Dal-ja                  | SBS       |               |
| 2007    | Surgeon Bong Dal-hee                                       | Yang Eun-ja                | SBS       |               |
| 2007    | Moon Hee                                                   | Jang Han-na                | MBC       |               |
| 2007    | Likeable or Not                                            | Oh Dong-ji                 | KBS1      |               |
| 2007    | First Wives' Club                                          | Ahn Yang-soon              | SBS       |               |
| 2008    | Robber                                                     | Lee Soon-seom              | SBS       |               |
| 2008    | White Lies                                                 | Shin Jung-ok               | MBC       |               |
| 2009    | Cain and Abel                                              | Na Hye-joo                 | SBS       |               |
| 2009    | Good Job, Good Job                                         | Wang Young-soon            | MBC       |               |
| 2010    | Life Is Beautiful                                          | Kim Min-jae                | SBS       |               |
| 2011    | A Thousand Days' Promise                                   | Kang Soo-jung              | SBS       |               |
| 2011    | Saving Mrs. Go Bong-shil                                   | Ko Bong-shil               | TV Chosun |               |
| 2012    | Can't Live Without You                                     | Jang In-ja                 | MBC       |               |
| 2012    | Childless Comfort                                          | Lee Ji-ae                  | jTBC      |               |
| 2013    | I Can Hear Your Voice                                      | Uh Choon-shim              | SBS       |               |
| 2013    | Wang's Family                                              | Lee Ang-geum               | KBS2      |               |
| 2013    | The Suspicious Housekeeper                                 | directora Hong             | SBS       |               |
| 2014    | Wonderful Day in October                                   | Kang Yoon-geum             | SBS       |               |
| 2014    | Hotel King                                                 | Baek Mi-nyeo               | MBC       |               |
| 2014    | Marriage, Not Dating                                       | Shin Bong-hyang            | tvN       |               |
| 2014    | Pinocchio                                                  | Park Rosa                  | SBS       |               |
| 2014    | You Are the Only One                                       | Oh Mal-soo                 | KBS1      |               |
| 2015    | Make a Woman Cry                                           | Park Hwa-soon              | MBC       |               |
| 2016    | Yeah, That's How It Is                                     | Han Hye-kyung              | SBS       |               |
| 2017    | Saimdang, Memoir of Colors                                 | Kim Jung-hee               | SBS       |               |
| 2017    | Whisper                                                    | Kim Sook-hee               | SBS       |               |
| 2017    | My Father is Strange                                       | Na Young-shil              | KBS2      |               |
| 2017    | Judge vs. Judge                                            | Yoo Myung-hee              | SBS       | [ 2 ]         |
| 2018    | About Time                                                 | Oh So-nyeo                 | tvN       |               |
| 2019    | Babel                                                      | Shin Hyun-sook             | TV Chosun |               |
| 2020    | Hospital Playlist                                          | Jung Ro-sa                 | tvN       |               |
| 2020    | Get Revenge                                                | -                          | TV Chosun |               |
| 2020    | Start-Up                                                   | Won-deok                   | tvN       |               |
| 2021    | Hospital Playlist 2                                        | Jung Ro-sa                 | tvN       |               |
| 2021    | Inspector Koo                                              | Directora Yong Sook        | JTBC      | [ 3 ]         |
| 2022    | Tomorrow                                                   | Jade Hwang                 | MBC TV    | [ 4 ]         |
| 2022    | Bajo el paraguas de la reina                               | Reina madre                | tvN       | [ 5 ]         |
| 2023    | Revenant                                                   | Na Byung-hee               | SBS       | [ 6 ]         |
| 2023    | El monstruo de la vieja Seúl                               | Na Wol-daek                | Netflix   | [ 7 ]         |
| 2023    | Nam-soon, una chica superfuerte                            | Kil Joong-kan              | JTBC      | [ 8 ]         |
| 2023-24 | Mi adorable demonio                                        | Joo Cheon-sook             | SBS       | [ 9 ]         |
| 2024    | El que no gana no ama                                      | (Aparición especial)       | tvN       | [ 10 ]        |
| 2024    | El Sr. Plancton                                            | Beom Ho-ja                 | Netflix   | [ 11 ] [ 12 ] |
| 2024-25 | Who Is She                                                 | Oh Mal-soon                | KBS2      | [ 13 ] [ 14 ] |

### Cine
| Año  | Título                              | Rol                          | Notas                          | Ref.   |
| ---- | ----------------------------------- | ---------------------------- | ------------------------------ | ------ |
| 1976 | Angry Apple                         |                              |                                |        |
| 1981 | A Battle Journal                    |                              |                                |        |
| 1981 | The One Love                        |                              |                                |        |
| 1981 | The Door to the Flesh               |                              |                                |        |
| 1982 | Mistress                            |                              |                                |        |
| 1982 | Die to Live                         |                              |                                |        |
| 1982 | Woman of Fire '82                   |                              |                                |        |
| 1983 | I Like Women Better                 |                              |                                |        |
| 1984 | Road to Peace                       |                              |                                |        |
| 1984 | The Beloved, Part 3                 |                              |                                |        |
| 1984 | No More Sexual Life, Part 2         |                              |                                |        |
| 1985 | Love in the Dark                    |                              |                                |        |
| 1985 | The Headless Murderess              |                              |                                |        |
| 1986 | Rain Falling on Youngdong Bridge    |                              |                                |        |
| 1987 | Eve's Second Bedroom                |                              |                                |        |
| 1992 | Winter Galaxy                       |                              |                                |        |
| 2000 | The Legend of Gingko                |                              |                                |        |
| 2001 | My Sassy Girl                       |                              |                                |        |
| 2002 | Marrying the Mafia                  | madre de Dae-seo             |                                |        |
| 2003 | Oh! Happy Day                       | Yang Mi-sook                 |                                |        |
| 2003 | Scent of Love                       | madre de In-ha               |                                |        |
| 2004 | Dead Friend                         | madre de Ji-won              |                                |        |
| 2004 | My Brother                          | Madre                        |                                |        |
| 2005 | Wet Dreams 2                        | madre de Sung-eun            |                                |        |
| 2005 | My Girl and I                       | madre de Su-ho               |                                |        |
| 2006 | Sunflower                           | Yang Deok-ja                 |                                |        |
| 2008 | Open City                           | Kang Man-ok                  |                                |        |
| 2008 | Viva! Love                          | Bong-soon                    |                                |        |
| 2008 | Eye for an Eye                      | madre de Do-soo              |                                |        |
| 2009 | Thirst                              | Mrs. Ra                      |                                |        |
| 2010 | A Long Visit                        | Madre                        |                                |        |
| 2011 | Mama                                | Ok-joo                       |                                |        |
| 2012 | Wonderful Radio                     | Mrs. Lee                     |                                |        |
| 2012 | The Thieves                         | Chewing Gum                  |                                |        |
| 2012 | Tone-deaf Clinic                    | madre de Dong-joo            |                                |        |
| 2013 | Tough as Iron                       | Soon-i                       |                                |        |
| 2013 | Hope                                | Song Jung-sook               |                                |        |
| 2014 | Kundo: Age of the Rampant           | madre de Dolmuchi            |                                |        |
| 2015 | Helios                              | Park Young-sook              |                                |        |
| 2015 | Assassination                       | Dueña del Cafe Anemone       | Aparición especial             |        |
| 2015 | The Throne                          | Reina Inwon                  |                                |        |
| 2016 | The Handmaiden                      | Sasaki                       |                                |        |
| 2016 | The Tunnel                          | Ministra                     | Aparición especial             |        |
| 2016 | Miss Butcher                        | Necropsista                  |                                |        |
| 2017 | Along With the Gods: The Two Worlds | diosa del indolente infierno |                                |        |
| 2017 | New Trial                           | Soon-im                      |                                |        |
| 2017 | RV: Resurrected Victims             | Choi Myung-sook              |                                |        |
| 2018 | Herstory                            | Bae Jeong-gil                |                                | [ 15 ] |
| 2019 | A Diamond in the Rough              | Soon Ok (madre)              | También conocida como "Mother" |        |
| 2022 | Alienoid                            | Milbon                       |                                |        |
| 2023 | Our Season                          | Bok-ja                       |                                |        |
| 2023 | It's Okay!                          |                              | Estreno comercial en 2025      |        |
| 2024 | Alienoid: Return to the Future      | Milbon                       |                                | [ 16 ] |

## Premios y nominaciones
| Año  | Premio                                | Categoría                                 | Nominación                             | Resultado | Ref.   |
| ---- | ------------------------------------- | ----------------------------------------- | -------------------------------------- | --------- | ------ |
| 2000 | KBS Drama Awards                      | mejor actriz de reparto                   | Autumn in My Heart                     | Ganadora  |        |
| 2004 | 25th Blue Dragon Film Awards          | mejor actriz de reparto                   | My Brother                             | Nominada  |        |
| 2004 | 3rd Korean Film Awards                | mejor actriz                              | My Brother                             | Nominada  |        |
| 2004 | KBS Drama Awards                      | mejor actriz de reparto                   | Oh Feel Young                          | Ganadora  |        |
| 2005 | KBS Drama Awards                      | premio alta excelencia, actriz            | My Rosy Life                           | Ganadora  | [ 17 ] |
| 2006 | KBS Drama Awards                      | premio alta excelencia, actriz            | Infamous Chil Princesses, Spring Waltz | Nominada  |        |
| 2007 | 16th Japan Movie Critics Awards       | premio cooperación internacional          | N/A                                    | Ganadora  | [ 18 ] |
| 2007 | SBS Drama Awards                      | mejor actriz de reparto de drama          | First Wives' Club                      | Nominada  |        |
| 2008 | 17th Buil Film Awards                 | mejor actriz                              | Viva! Love                             | Nominada  |        |
| 2008 | 17th Buil Film Awards                 | mejor actriz de reparto                   | Open City                              | Ganadora  |        |
| 2008 | 45th Grand Bell Awards                | mejor actriz                              | Viva! Love                             | Nominada  | [ 19 ] |
| 2008 | 45th Grand Bell Awards                | mejor actriz de reparto                   | Open City                              | Ganadora  | [ 19 ] |
| 2008 | 29th Blue Dragon Film Awards          | mejor actriz de reparto                   | Open City                              | Nominada  |        |
| 2008 | 7th Korean Film Awards                | mejor actriz                              | Viva! Love                             | Nominada  |        |
| 2008 | 2nd Korea Drama Awards                | premio especial del jurado                | First Wives' Club                      | Ganadora  |        |
| 2008 | SBS Drama Awards                      | premio alta excelencia, actriz            | First Wives' Club                      | Nominada  |        |
| 2009 | 6th Max Movie Awards                  | mejor actriz de reparto                   | Open City                              | Ganadora  |        |
| 2009 | 45th Paeksang Arts Awards             | mejor actriz                              | Viva! Love                             | Nominada  |        |
| 2009 | 17th Chunsa Film Art Awards           | mejor actriz de reparto                   | Thirst                                 | Ganadora  |        |
| 2009 | 5th University Film Festival of Korea | mejor actriz de reparto                   | Thirst                                 | Ganadora  |        |
| 2009 | 46th Grand Bell Awards                | mejor actriz de reparto                   | Thirst                                 | Nominada  |        |
| 2009 | 30th Blue Dragon Film Awards          | mejor actriz de reparto                   | Thirst                                 | Ganadora  |        |
| 2009 | SBS Drama Awards                      | mejor actriz de reparto, Drama especial   | Cain and Abel                          | Nominada  |        |
| 2010 | 3rd Korea Drama Awards                | mejor actriz de reparto                   | Life Is Beautiful                      | Ganadora  |        |
| 2010 | 1st Popular Culture and Art Awards    | Recomendación del Primer Ministro         | [NA]: {{{1}}}                          | Ganadora  |        |
| 2011 | 2011 SBS Drama Awards                 | premio especial, actriz de drama especial | A Thousand Days' Promise               | Nominada  |        |
| 2012 | 21st Buil Film Awards                 | mejor actriz de reparto                   | The Thieves                            | Nominada  |        |
| 2012 | 49th Grand Bell Awards                | mejor actriz de reparto                   | The Thieves                            | Ganadora  |        |
| 2012 | 33rd Blue Dragon Film Awards          | mejor actriz de reparto                   | The Thieves                            | Nominada  |        |
| 2012 | 2012 MBC Drama Awards                 | premio dorado Dr actuación, actriz        | Can't Live Without You                 | Nominada  |        |
| 2013 | 4th KOFRA Film Awards                 | mejor actriz de reparto                   | The Thieves                            | Ganadora  |        |
| 2013 | 2013 SBS Drama Awards                 | premio especial, actriz de miniseries     | I Can Hear Your Voice                  | Nominada  |        |
| 2013 | 2013 KBS Drama Awards                 | premio alta excelencia, actriz            | Wang's Family                          | Nominada  |        |
| 2015 | 52nd Grand Bell Awards                | mejor actriz de reparto                   | The Throne                             | Ganadora  |        |
| 2016 | 2016 SBS Drama Awards                 | premio alta excelencia, actriz de drama   | Yes, That's How It Is                  | Ganadora  |        |
| 2017 | 54th Grand Bell Awards                | mejor actriz de reparto                   | New Trial                              | Nominada  |        |
| 2017 | Korean Film Shining Star Awards       | Star Award                                | New Trial                              | Ganadora  | [ 20 ] |
| 2017 | 38th Blue Dragon Film Awards          | mejor actriz de reparto                   | New Trial                              | Nominada  |        |
| 2017 | 31st KBS Drama Awards                 | premio alta excelencia, actriz            | My Father is Strange                   | Nominada  |        |
| 2017 | 31st KBS Drama Awards                 | premio a la excelencia, actriz            | My Father is Strange                   | Nominada  |        |
| 2018 | 6th BIFF Asia Star Awards             | actriz del año                            | Herstory                               | Ganadora  | [ 21 ] |
| 2019 | Korea Drama Awards                    | Grand Excellence Award (Daesang)          | Mother of Mine                         | pendiente | [ 22 ] |